# Municipio de Jefferson (condado de Ringgold)
El municipio de Jefferson (en inglés: Jefferson Township) es un municipio ubicado en el condado de Ringgold en el estado estadounidense de Iowa. En el año 2010 tenía una población de 149 habitantes y una densidad poblacional de 1,6 personas por km².

## Geografía
El municipio de Jefferson se encuentra ubicado en las coordenadas 40°51′37″N 94°17′39″O / 40.86028, -94.29417. Según la Oficina del Censo de los Estados Unidos, el municipio tiene una superficie total de 93.34 km², de la cual 92,97 km² corresponden a tierra firme y (0,39 %) 0,37 km² es agua.

## Demografía
Según el censo de 2010, había 149 personas residiendo en el municipio de Jefferson. La densidad de población era de 1,6 hab./km². De los 149 habitantes, el municipio de Jefferson estaba compuesto por el 100 % blancos. Del total de la población el 0 % eran hispanos o latinos de cualquier raza.